# Visionature
 (juillet 2022).
Si vous disposez d'ouvrages ou d'articles de référence ou si vous connaissez des sites web de qualité traitant du thème abordé ici, merci de compléter l'article en donnant les références utiles à sa vérifiabilité et en les liant à la section « Notes et références ».
Visionature est un programme de science participative, initié par la Ligue pour la protection des oiseaux (LPO) en 2007. Il est maintenant repris, au sein de Faune-France, par une cinquantaine d'associations françaises et coordonné par la Ligue pour la protection des oiseaux. Il vise à enrichir qualitativement et quantitativement les connaissances sur de nombreuses espèces présentes en France métropolitaine afin de connaître leur évolution et de permettre d'argumenter des projets de sauvegarde.
Le programme permet aux naturalistes amateurs inscrits de consigner leurs observations de nombreux taxons par le biais d'un portail web de saisie, Faune-France. Ce portail naturaliste est riche de plus de cinquante millions de données. Les oiseaux constituent la majeure partie des données.
Utilisé dans une dizaine de pays européens le système Visionature centralise près de 300 millions de données, saisies entre autres via l'application mobile NaturaList,.